# Illa de Toralla
Illa de Toralla är en ö i Spanien.   Den ligger i provinsen Provincia de Pontevedra och regionen Galicien, i den nordvästra delen av landet, 500 km väster om huvudstaden Madrid. Arean är 0,16 kvadratkilometer.
Terrängen på Illa de Toralla är mycket platt. Öns högsta punkt är 12 meter över havet. Den sträcker sig 0,5 kilometer i nord-sydlig riktning, och 0,5 kilometer i öst-västlig riktning.  I omgivningarna runt Illa de Toralla växer i huvudsak blandskog.